# Вовнянко Дмитро Андрійович
Вовнянко Дмитро Андрійович, літературний псевдонім Дмитро Калинчук (нар. 1976р м. Запоріжжя) — український журналіст-блоґер та письменник у жанрі історичного роману.

## Життєпис
Жив у Запоріжжі, Харкові та Києві. Працював слюсарем-механозбиральником, столяром, майстром на заводі, наладником верстатів ЧПУ, збиральником меблів, менеджером з продажів, конструктором нестандартного обладнання для телекомунікацій. Пробував себе у підприємництві. Писати почав як блогер (на 25 листопада 2023 його офіційна сторінка у фейсбуці мала понад 65 тис читачів). Наразі статті виходять на сайтах Український тиждень, Політичний дурдом, Агрогроші, Історична правда, Тексти.
Роман «Заколот проти Петлюри» присвячений подіям, що відбувалися у період від останніх днів гетьманської Української держави і до падіння УНР. Герої роману (серед яких є відомі історичні постаті) вважають себе патріотами України, але мають категорично різні інтереси, що призводить до трагічних наслідків.
Роман «Дівча в прицілі» відбувається на Західній Україні після Другої Світової війни, приблизно в 1946-1948 рр. — на піку збройного протистояння МГБ і УПА.
У 2014-2017 рр. Вовнянко брав участь в АТО у складі Київського козацького полку ім. Т.Шевченка . 
З 2022 знову брав участь у війні з Росією, 25 листопада 2023 отримав звання молодшого сержанта ЗСУ.